# Barbadoskirsebær-familien
Barbadoskirsebær-familien (Malpighiaceae) er en stor familie med 68 slægter og mere end 1200 arter, der stort set alle findes i Mellem- og Sydamerika. Det er lianer, buske eller træer, og de er let genkendelige med de oftest modsatte, hele blade. Blomsterne har 4-5 kronblade med parvise kirtler. Bægerbladene og støvtrådene er ofte blivende på undersiden af frugten. Her beskrives kun den slægt, der har givet familien navn.
| Slægter |

| - Acmanthera - Acridocarpus - Aspicarpa - Aspidopterys - Banisteriopsis - Barnebya - Blepharandra - Brachylophon - Bunchosia - Burdachia - Byrsonima - Callaeum - Calyptostylis - Camarea - Caucanthus - Clonodia | - Coleostachys - Cordobia - Diacidia - Dicella - Digoniopterys - Dinemagonum - Dinemandra - Diplopterys - Echinopterys - Ectopopterys - Flabellaria - Gallardoa - Galphimia - Gaudichaudia - Glandonia - Heladena | - Henleophytum - Heteropterys - Hiptage - Hiraea - Janusia - Jubelina - Lasiocarpus - Lophanthera - Lophopterys - Barbadoskirsebær (Malpighia) - Mascagnia - Mcvaughia - Mezia - Microsteira - Mionandra - Peixotoa | - Peregrina - Philgamia - Pterandra - Ptilochaeta - Rhynchophora - Spachea - Sphedamnocarpus - Stigmaphyllon - Tetrapteris - Thryallis - Triaspis - Tricomaria - Triopteris - Tristellateia - Verrucularia |